# The Clearing
The Clearing is een film uit 2004 geregisseerd door Pieter Jan Brugge en gaat over Wayne en Eileen Hayes. De twee leven volgens de Amerikaanse droom. Samen hebben ze twee kinderen opgevoed en een succesvol bedrijf opgezet. Maar dan wordt Wayne ontvoerd door Arnold Mack en voor losgeld vastgehouden in een afgelegen woud. Dit zorgt voor grote paniek bij Eileen die probeert met de hulp van de FBI haar man terug te krijgen.
Het scenario is gebaseerd op de ontvoering van Gerrit-Jan Heijn in 1987.
Hoofdrolspelers in deze film zijn: Robert Redford, Helen Mirren en Willem Dafoe.